# Aleksej Grigor'evič Bobrinskij
Aleksej Grigor'evič Bobrinskij (in russo Алексей Григорьевич Бобринский?; San Pietroburgo, 22 aprile 1762 – Bogorodick, 2 luglio 1813) era figlio illegittimo della zarina Caterina II di Russia e del suo amante, il conte Grigorij Grigor'evič Orlov.

## Biografia

### I primi anni

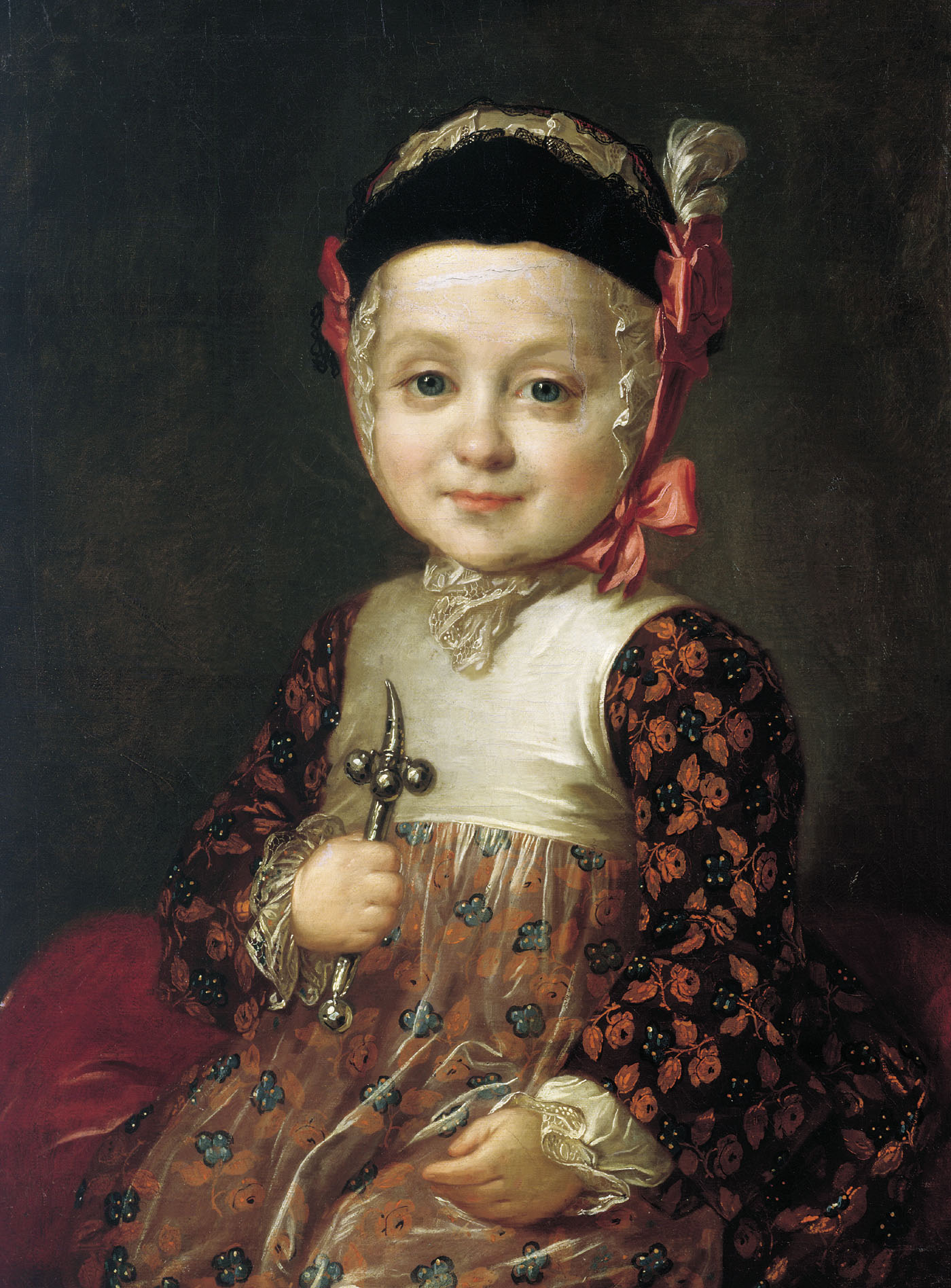
Aleksej Grigor'evič Bobrinskij infante, in un ritratto di Fëdor Rokotov

Aleksej Grigor'evič Bobrinskij nacque a San Pietroburgo, nel Palazzo d'Inverno, e, data la particolare condizione della sua nascita, la madre, la zarina Caterina II, lo affidò subito a Vasilij Grigor'evič Škurin, nella famiglia del quale venne allevato e dal 1774 venne riconosciuto pari con i figli dello stesso Škurin. Nel 1770 Aleksej venne inviato coi fratellastri a studiare all'estero, a Lipsia. Nel 1774 fece ritorno in Russia e dal 1775 venne ammesso alla corte della zarina, la quale gli consegnò il titolo di conte Bobrinskij, nome derivato dal villaggio ove il piccolo crebbe (ora noto come Novomoskovsk), nella Gubernija di Tula.
Il bambino, secondo le testimonianze d'epoca, era di fisico debole, timido, mite ed obbediente, studioso (conosceva, oltre al russo, anche il francese ed il tedesco), ed era stato iniziato all'aritmetica ed alla geografia.
Dopo il suo ritorno in Russia, Aleksej Bobrinskij venne quindi collocato presso il corpo dei cadetti della capitale sotto la supervisione di un tutore. Nel 1782 ottenne la medaglia d'oro al valor militare e venne promosso al grado di tenente.

### All'estero
Grazie alla sua ottima condotta d'esercito, assieme agli altri migliori studenti del suo corso venne inviato in un viaggio d'istruzione che toccò tappe importanti in Russia, come Jaroslavl', Novgorod, Ekaterinburg, Simbirsk, Astrachan', Kizlyar, Taganrog, Cherson, Kiev, ed infine Varsavia, da dove proseguì in un viaggio verso l'Europa toccando altre tappe rilevanti, come Vienna, Venezia, Firenze, Roma, Napoli, Torino, Ginevra e poi Parigi, ove giunse nella primavera del 1785.

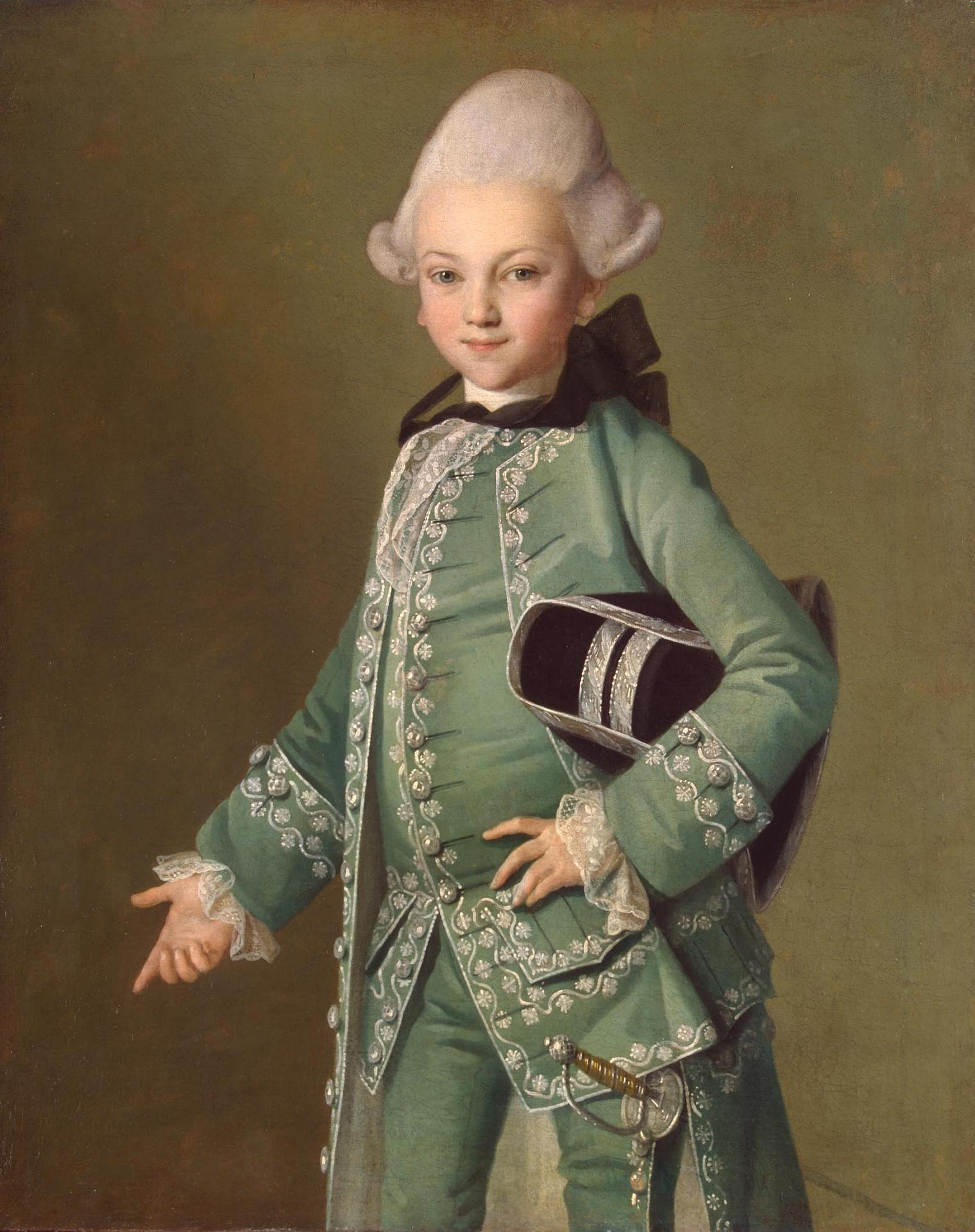
Il giovane conte Bobrinskij in un ritratto di Carl-Ludwig Christinek del 1770

Il denaro necessario al suo sostentamento durante questo periodo di viaggi in Europa e Russia gli venne fornito dalla corte russa direttamente tramite Caterina II, la quale gli assegnò una rendita mensile di 3000 rubli, il che fu sovente motivo di discordia tra Bobrinskij ed i suoi compagni di viaggio.
Aleksej Bobrinskij decise di stabilirsi a Parigi e venne sostentato in questo dalla madre, la quale, oltre al denaro inviato ogni mese, gli garantì la somma di 74.426 rubli. Nel 1787 il giovane decise di trasferirsi da Parigi a Londra, ove però rimase solo breve tempo sotto tutela dell'ambasciatore russo a Londra, il conte Voroncov, il quale ebbe l'ordine nel 1788 di richiamare il giovane in patria a causa della sua condotta dissoluta. Aleksej sbarcò a Riga il 27 aprile 1788 accompagnato dall'ambasciatore.

### Il rientro in patria
Aleksej, forse pentitosi del suo stile di vita all'estero, espresse il desiderio di entrare a far parte del servizio militare attivo a San Pietroburgo, largamente favorito anche in questo dalla presenza della madre, la quale lo assegnò alla città di Tallinn, con però il permesso di fare ritorno frequentemente alla corte di San Pietroburgo. Il 18 giugno 1790 venne promosso brigadiere e venne assegnato al reggimento di guardie a cavallo locale. Durante gli ultimi anni di regno della madre, Aleksej rimase comunque a Tallinn, ove ebbe modo di acquistare anche un castello nel 1794 presso la città lituana di Jur'eva, ove il 16 gennaio 1796 sposò la baronessa Anna di Ungern-Sternberg, la cui famiglia era proprietaria del castello di Kirn, non lontano dalla stessa Tallinn, dove Aleksej aveva incontrato la ragazza e dove spesso si recava in visita. Qui rimase sino alla morte della madre.

### Sotto il governo di Paolo I
Dopo la morte della madre, benevolente verso il fratellastro, il nuovo zar Paolo I nominò Aleksej comandante del IV squadrone di guardie a cavallo e lo elevò al rango di conte dell'Impero di Russia, assegnandogli anche una casa che si trovava tra le proprietà del conte Orlov suo padre.
Il giorno dell'incoronazione dell'imperatore, il 5 aprile 1797, Aleksej Bobrinskij venne promosso maggior generale dell'esercito russo ed ottenne la medaglia di I classe dell'Ordine di Sant'Anna, unitamente al governo della contea di Gdov, consistente in 11 villaggi. Dopo la promozione a generale di cavalleria il 24 dicembre 1797, venne esonerato dal servizio attivo (2 settembre 1798) e decise di ritirarsi nella propria residenza per gran parte dell'anno, conducendo visite occasionali a San Pietroburgo.
Morì nel 1813 e venne sepolto nel villaggio di Bobrika nella tomba di famiglia, ove il corpo, nonostante i saccheggi della rivoluzione, si trova ancora oggi. Il suo monumento è stato restaurato completamente nel 2003.

## Matrimonio e discendenza
Aleksej e Anna di Ungern-Sternberg cinque figli, quattro maschi e una femmina:
- Aleksej Alekseevič (9 ottobre 1796 - 20 luglio 1797), morto infante;
- Marija Alekseevna (30 gennaio 1798 - 30 luglio 1835). Sposò il principe Nikolaj Gagarin (1784-1842);
- Aleksej Alekseevič (5 gennaio 1800 - 4 ottobre 1868). Sposò Sof'ja Aleksandrovna Samojlova, da cui ebbe tre figli;
- Pavel Alekseevič (27 novembre 1801 - 7 novembre 1830). Sposò Yulia Stanislavnovna Sobakina (1804-1892), da cui ebbe cinque figli;
- Vasilij Alekseevič (13 gennaio 1804 - 2 settembre 1874).

## Ascendenza
|                                                           |                                              |                                               | Genitori                                               |  |  | Nonni |  |  | Bisnonni            |  |  | Trisnonni |  |
|                                                           |                                              |                                               |                                                        |  |  |       |  |  | Ivan Ivanovič Orlov |  |  | …         |  |
|                                                           |                                              |                                               |                                                        |  |  |       |  |  | Ivan Ivanovič Orlov |  |  | …         |  |
|                                                           |                                              | …                                             |                                                        |  |  |       |  |  | Ivan Ivanovič Orlov |  |  |           |  |
| Grigorij Ivanovič Orlov                                   |                                              |                                               |                                                        |  |  |       |  |  | Ivan Ivanovič Orlov |  |  |           |  |
|                                                           |                                              | …                                             | …                                                      |  |  |       |  |  |                     |  |  |           |  |
|                                                           |                                              | …                                             | …                                                      |  |  |       |  |  |                     |  |  |           |  |
|                                                           |                                              | …                                             | …                                                      |  |  |       |  |  |                     |  |  |           |  |
| Grigorij Grigor'evič, conte Orlov                         |                                              | …                                             |                                                        |  |  |       |  |  |                     |  |  |           |  |
|                                                           |                                              | …                                             | …                                                      |  |  |       |  |  |                     |  |  |           |  |
|                                                           |                                              | …                                             | …                                                      |  |  |       |  |  |                     |  |  |           |  |
|                                                           |                                              | …                                             | …                                                      |  |  |       |  |  |                     |  |  |           |  |
| Luker'ja Ivanovna Zinov'eva                               |                                              | …                                             |                                                        |  |  |       |  |  |                     |  |  |           |  |
|                                                           |                                              | …                                             | …                                                      |  |  |       |  |  |                     |  |  |           |  |
|                                                           |                                              | …                                             | …                                                      |  |  |       |  |  |                     |  |  |           |  |
|                                                           |                                              | …                                             | …                                                      |  |  |       |  |  |                     |  |  |           |  |
| Aleksej Grigor'evič, conte Bobrinskij                     |                                              | …                                             |                                                        |  |  |       |  |  |                     |  |  |           |  |
|                                                           | Johann Ludwig I, principe di Anhalt-Dornburg | Johann VI, principe di Anhalt-Zerbst          |                                                        |  |  |       |  |  |                     |  |  |           |  |
|                                                           | Johann Ludwig I, principe di Anhalt-Dornburg | Johann VI, principe di Anhalt-Zerbst          |                                                        |  |  |       |  |  |                     |  |  |           |  |
|                                                           | Johann Ludwig I, principe di Anhalt-Dornburg | Sophie Auguste von Schleswig-Holstein-Gottorf |                                                        |  |  |       |  |  |                     |  |  |           |  |
| Christian August, principe di Anhalt-Zerbst               | Johann Ludwig I, principe di Anhalt-Dornburg |                                               |                                                        |  |  |       |  |  |                     |  |  |           |  |
|                                                           |                                              | Christine Eleonore von Zeutsch                | Georg Vollrath von Zeutsch                             |  |  |       |  |  |                     |  |  |           |  |
|                                                           |                                              | Christine Eleonore von Zeutsch                | Georg Vollrath von Zeutsch                             |  |  |       |  |  |                     |  |  |           |  |
|                                                           |                                              | Christine Eleonore von Zeutsch                | Christiane von Weißenbach                              |  |  |       |  |  |                     |  |  |           |  |
| Ekaterina II, imperatrice ed autocrate di Tutte le Russie |                                              | Christine Eleonore von Zeutsch                |                                                        |  |  |       |  |  |                     |  |  |           |  |
|                                                           |                                              | Christian August, principe-vescovo di Lubecca | Christian Albrecht, duca di Schleswig-Holstein-Gottorf |  |  |       |  |  |                     |  |  |           |  |
|                                                           |                                              | Christian August, principe-vescovo di Lubecca | Christian Albrecht, duca di Schleswig-Holstein-Gottorf |  |  |       |  |  |                     |  |  |           |  |
|                                                           |                                              | Christian August, principe-vescovo di Lubecca | Frederikke Amalie af Danmark                           |  |  |       |  |  |                     |  |  |           |  |
| Johanna Elisabeth von Schleswig-Holstein-Gottorf          |                                              | Christian August, principe-vescovo di Lubecca |                                                        |  |  |       |  |  |                     |  |  |           |  |
|                                                           |                                              | Albertina Friederike von Baden-Durlach        | Friedrich VII, margravio di Baden-Durlach              |  |  |       |  |  |                     |  |  |           |  |
|                                                           |                                              | Albertina Friederike von Baden-Durlach        | Friedrich VII, margravio di Baden-Durlach              |  |  |       |  |  |                     |  |  |           |  |
|                                                           |                                              | Albertina Friederike von Baden-Durlach        | Augusta Maria von Schleswig-Holstein-Gottorf           |  |  |       |  |  |                     |  |  |           |  |
|                                                           |                                              | Albertina Friederike von Baden-Durlach        |                                                        |  |  |       |  |  |                     |  |  |           |  |